# 1589년
1589년은 일요일로 시작하는 평년이다.

## 연호
- 명(明) 만력(萬曆) 17년
- 일본(日本) 덴쇼(天正) 17년
- 후 레 왕조(後黎朝) 꽝흥(光興) 12년
- 막 왕조(莫朝) 흥찌(興治) 2년

## 기년
- 류큐(琉球) 쇼네이왕(尚寧王) 원년
- 명(明) 신종 만력제(神宗 萬曆帝) 17년
- 조선(朝鮮) 선조(宣祖) 22년
- 후 레 왕조(後黎朝) 세종(世宗) 17년
- 막 왕조(莫朝) 막머우헙(莫茂洽) 25년

## 사건
- 8월 2일 - 프랑스 앙리 4세 즉위, 부르봉 왕조 시작
- 10월 2일 - 정여립 역모 사건
- 기축옥사

## 사망
- 1월 5일 - 카트린느 드 메디치, 앙리 2세의 어머니이자 섭정.
- 5월 3일 - 허난설헌. 27세요절함
- 정여립 - 자살 또는 암살